# Saint-Soupplets
Saint-Soupplets település Franciaországban, Seine-et-Marne megyében. Lakosainak száma 3586 fő (2022. január 1.). Saint-Soupplets Cuisy, Forfry, Gesvres-le-Chapitre, Marchémoret, Montgé-en-Goële, Monthyon, Oissery és Le Plessis-l’Évêque községekkel határos.

## Népesség
A település népessége az elmúlt években az alábbi módon változott:
| Lakosok száma | 3246 | 3266 | 3287 | 3243 | 3233 | 3224 | 3574 | 3585 | 3586 |
|               | 2013 | 2015 | 2016 | 2017 | 2018 | 2019 | 2020 | 2021 | 2022 |